# 한국문화예술위원회뉴서울컨트리클럽
한국문화예술위원회뉴서울컨트리클럽은 뉴서울컨트리클럽(36홀 회원제골프장) 운영을 통해 매년 60∼70억원의 문예진흥기금을 조성하고 있는 문화체육관광부 산하 기타공공기관이다. 설립 당시 명칭은 "한국문화진흥(주)"였다.

## 연혁
- 1984년 1월 24일: 한국문화진흥(주) 설립
- 1985년 12월 9일: 골프장 사업 승인
- 1985년 12월 30일: 골프장 착공
- 1987년 2월 23일: 자본금 40억원 증자
- 1987년 3월 4일: 토지, 시설물 한국문화예술진흥원 기부
- 1987년 10월 24일: 골프장 개장
- 1989년 2월 21일: 자본금 23억 5500만원 유상감자
- 1990년 6월 24일: 골프장 영업권 한국문화예술진흥원 인수
- 1990년 7월 1일: 골프장사업 운영 및 재산관리 위수탁약정 체결 (문예진흥원 ↔ 한국문화진흥)
- 1992년 5월 8일: 자본금 24억 4500만원 무상감자
- 2002년 5월 5일: 북 코스 리노베이션 및 북코스 전동카트 도입
- 2004년 6월 1일: 남 코스 리노베이션 및 남코스 전동카트 도입
- 2008년 9월 16일: 남, 북 코스 라이트 시설 도입
- 2014년 6월 29일: 클럽하우스 리모델링 및 부속동 신축공사 준공